# Ján Horecký (ur. 1968)
Ján Horecký (ur. 23 czerwca 1968 w Trenczynie) – słowacki nauczyciel, w latach 2022–2023 minister edukacji, nauki, badań naukowych i sportu.

## Życiorys
W 1991 ukończył matematykę i geografię na Uniwersytecie Komeńskiego w Bratysławie. Uzyskał następnie uprawnienia zawodowe. Pracował jako nauczyciel matematyki i geografii w szkołach w Bratysławie. W latach 2008–2020 był dyrektorem katolickiej szkoły Spojená škola sv. Františka z Assisi. Od 2011 do 2019 przewodniczył ZKŠS, zrzeszeniu katolickich szkół na Słowacji. W 2021 został menedżerem sieci szkół Felix.
W 2006 po raz pierwszy wszedł w skład rady stołecznej dzielnicy Karlova Ves, później ponownie obejmował mandat członka tego gremium. W październiku 2022 został ministrem edukacji, nauki, badań naukowych i sportu w rządzie Eduarda Hegera. Urząd ten sprawował do maja 2023. W tym samym roku dołączył do Ruchu Chrześcijańsko-Demokratycznego. W wyborach w 2023 z ramienia KDH uzyskał mandat posła do Rady Narodowej.